# Carl zu Hohenlohe-Ingelfingen
Carl Adalbert Constanz Heinrich Prinz zu Hohenlohe-Ingelfingen (* 19. November 1820 in Garnberg; † 1. Mai 1890 in Klein-Drowinowitz, Kreis Lublinitz) war ein deutscher Standesherr, preußischer Beamter und Politiker.

## Leben

### Herkunft
Carl entstammte dem hochadeligen Haus Hohenlohe-Ingelfingen. Seine Eltern waren der preußische Ministerpräsident Prinz Adolf zu Hohenlohe-Ingelfingen (1797–1873) und Luise zu Hohenlohe-Langenburg (1799–1881). Friedrich Wilhelm zu Hohenlohe-Ingelfingen (1826–1895) und Kraft zu Hohenlohe-Ingelfingen (1827–1892) waren seine Brüder, Alfred zu Erbach-Fürstenau (1813–1874) war sein Schwager.

### Werdegang
Hohenlohe-Ingelfingen studierte in Breslau Rechtswissenschaften. Danach war er von 1854 bis 1873 Landrat in Lublinitz. Im Zuge des Deutsch-Dänischen Krieges wurde er 1864 Zivilkommissar in Jütland und 1865 in Schleswig. Seit 1866 arbeitete er im Oberpräsidium in Breslau. Während des Deutsch-Französischen Krieges von 1870/71 war Hohenlohe-Ingelfingen Zivilkommissar im Hauptquartier der deutschen Streitkräfte. Danach in derselben Stellung bis 1873 im Generalgouvernement in Reims.
Danach trat Hohenlohe-Ingelfingen aus dem Staatsdienst aus. Seither verwaltete er die Familiengüter. Dazu zählte die Herrschaft Schwarzwald bei Lublinitz. Darüber hinaus verfügte er über großen Aktienbesitz und war Mitglied mehrerer Aufsichtsräte wie der Preußischen Lebens- und Garantieversicherung.
In den Jahren 1866/67 war Hohenlohe-Ingelfingen Mitbegründer und Vorsitzender der Freikonservativen Partei. Er gehörte dem schlesischen Provinziallandtag an. Zwischen 1866 und 1879 gehörte er dem Preußischen Abgeordnetenhaus und von 1874 bis 1876 dem Reichstag an.